# Giovanni di Strigonio
Giovanni (in ungherese János; ... – novembre 1223) fu un ecclesiastico ungherese vissuto a cavallo tra il XII e il XIII secolo che fu vescovo di Csanád tra il 1198 e il 1201, vescovo di Kalocsa dal 1202 al 1205 e arcivescovo di Esztergom tra il 1205 e il 1223.
Incoronò come sovrani Ladislao III d'Ungheria, Andrea II d'Ungheria e Colomanno di Galizia e Andrea II lo nominò per governare il regno in sua vece quando partecipò alla quinta crociata tra il 1217 e il 1218.

## Biografia

### Albori
Di origine incerta, alcune opere storiografiche del XIX secolo hanno ipotizzato che Giovanni fosse il fratello della regina Gertrude di Merania, consorte di re Andrea. Questa supposizione si basa sull'opera di Adam František Kollár del 1762, la Historiae diplomaticae juris patronatus apostolicorum Hungariae regum libri tres. Tuttavia, papa Innocenzo III dichiarò inequivocabilmente che Giovanni fosse di origine ungherese (« [...] quae de regno Hungariae originem duceret [...]») quando, come previsto da una bolla pontificia del 6 ottobre 1205, il cui contenuto viene riferito da una lettera riportata nei Monumenta ecclesiae Strigoniensis di Nándor Knauz, lo trasferì da Kalocsa a Esztergom.
Giovanni appare per la prima volta nei documenti medievali nel 1198, quando un documento della corona (una carta di concessione di Emerico d'Ungheria all'abbazia di Szentgotthárd) si riferiva a lui come vescovo eletto di Csanád. È presumibile che egli fosse stato elevato a quella carica non molto tempo prima, ma non si comprende come mai il suo immediato predecessore, Crispino, venga menzionato per l'ultima volta nel 1193. Sempre nel 1198, uno scritto torna a definirlo vescovo eletto in occasione della donazione dell'insediamento di Mihályi compiuta da Emerico nei confronti di un suo fedele sostenitore, Ugrino Csák, vescovo di Győr. Entro la fine dell'anno, la sua elezione fu confermata dal neoeletto pontefice Innocenzo, che aveva intrecciato un rapporto cordiale e cooperativo con Giovanni tramite corrispondenza a proposito di affari canonici e amministrativi, i quali influenzavano il funzionamento quotidiano della diocesi di Csanád. Ad esempio, Giovanni riferì che diversi ecclesiastici e diaconi avevano violato la legge del celibatario clericale nel suo vescovado. Il 30 gennaio 1199, il pontefice incaricò Boleslao, vescovo di Vác, Giovanni e un abate non identificato dell'abbazia di Zirc di indagare su una disputa legale tra Kalán Bár-Kalán, vescovo di Pécs e l'abbazia di Földvár dopo che il suo abate si era rivolto alla Curia romana, dopodiché Kalán mise in dubbio l'autonomia dell'abbazia, si impadronì con la forza dei suoi presunti statuti fondativi e imprigionò l'abate. Nello stesso anno, Giovanni fu membro di quel comitato papale che indagò sulle accuse contro Elvino, vescovo di Gran Varadino, accusato di simonia e di aver offeso dal capitolo locale. La controversia si innestò nel più ampio conflitto tra i seguaci di Emerico e il suo fratello ribelle, il duca Andrea (si veda guerra dei fratelli).
Giovanni fu menzionato come vescovo anche nel 1199, quando Emerico trasferì il giuspatronato di Dénesmonostora (letteralmente "monastero di Dionigi"), un monastero situato al confine tra le diocesi di Csanád e Gran Varadino, alla famiglia dei Becsegergely. Mentre Emerico si stava preparando a partecipare a una crociata su forte spinta di Innocenzo nella primavera del 1201, il papa inviò una lettera al duca Andrea, a Saulo Győr, arcivescovo di Kalocsa, e a Giovanni al fine di sollecitarli ad «accantonare le ostilità e mantenere la pace nel regno» (cioè amministrarlo in assenza del monarca). Quanto riferito da Innocenzo riflette la crescente influenza politica di Giovanni durante gli ultimi anni di regno di Emerico.

### Arcivescovo di Kalocsa
Saulo Győr di Kalocsa, ormai anziano, morì nel 1201 o nel 1202 e gli succedette Giovanni, che a quel tempo era considerato un fedele sostenitore del re. Nello stesso periodo, Emerico invase la Rascia e aiutò il fratello di Stefano Prvovenčani, Vukan, a impadronirsi del trono, mentre Emerico si auto-fregiò del titolo di re di Serbia. Una simile evoluzione degli eventi accrebbe il peso specifico dell'arcidiocesi di Kalocsa, localizzata lungo il confine meridionale del regno ungherese. Papa Innocenzo aveva esortato il re a prendere misure per sopprimere la Chiesa bosniaca, ritenuta eccessivamente vicina ai bogonilisti e ai patarini, considerati eretici. Per scongiurare l'attacco magiaro, Kulin il Bano di Bosnia organizzò una sorta di assemblea l'8 aprile 1203 e dichiarò pubblicamente la propria lealtà a Roma alla presenza del legato papale Giovanni de Casamaris, mentre i fedeli abiurarono i propri errori e si impegnarono a seguire la dottrina cattolica. In seguito, re Emerico e l'arcivescovo Giovanni tennero dei colloqui sull'isola Csepel con un figlio ignoto di Kulin il Bano, due delegati «eretici» (i sacerdoti Ljubin e Dragota) e il rappresentante papale. Il 30 aprile, gli emissari e il figlio di Kulin confermarono il loro giuramento di fedeltà dinanzi a Giovanni e a Kalán Bár-Kalán.

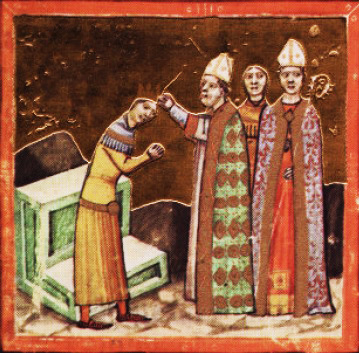
Giovanni incorona Ladislao III come raffigurato dalla Chronica Picta

Allo stesso tempo, Giovanni partecipò alla tentata unione ecclesiastica tra la Chiesa serba (allora ancora subordinata al patriarcato ecumenico di Costantinopoli) e la Chiesa cattolica romana. Quando Emerico concluse una vittoriosa campagna militare, papa Innocenzo assegnò il territorio della Serbia come diocesi suffraganea all'arcivescovado di Kalocsa. Il 22 marzo 1203, il papa nominò Giovanni rappresentante papale della questione e lo spedì alla corte del vassallo ungherese Vukan, gran principe di Serbia. Giovanni fu incaricato di negoziare a Ras e convertire Vukan, i cortigiani, i nobili e il clero serbi, sottraendoli all'obbedienza al patriarca. Innocenzo inviò simultaneamente una lettera a Vukan, dove dichiarò che Giovanni avrebbe negoziato per suo conto rappresentando gli interessi della Curia romana. In questa veste, Giovanni non ottenne un successo sostanziale; il pontefice espresse la sua delusione per non aver appreso sviluppi positivi nella sua lettera a Emerico l'anno successivo. Il 25 febbraio 1204, Innocenzo affidò al suo legato bulgaro, il cardinale Leone Brancaleone, il compito di preoccuparsi anche della Serbia. Nel 1205, Giovanni cercò di fondere la diocesi «eretica» nella «terra dei figli dello knez Belo» alla Chiesa cattolica romana, che si trovava a sud dell'arcivescovado (probabilmente al confine in Serbia). Il teologo József Udvardy ha creduto che questo «Belo» fosse identico al defunto bano Beloš Vukanović. Il 3 maggio, Innocenzo approvò il progetto, ma le politiche perseguite si rivelarono inefficienti e nulla sortirono quando, nel 1219, prese vita l'autocefala Chiesa ortodossa serba sotto l'influenza di Stefano Prvovenčani e di suo fratello Sava, suo primo arcivescovo.

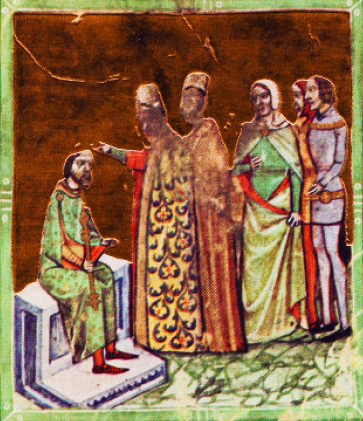
Giovanni incorona Andrea II. Miniatura tratta dalla Chronica Picta

Durante il breve episcopato di Giovanni, la contesa tra le sedi di Esztergom e Kalocsa in merito a chi vantasse una maggiore supremazia rispetto all'altra toccò il suo apice. Pare Giovanni cercò di trarre vantaggio dalla situazione quando il rapporto di Emerico con Giobbe, arcivescovo di Esztergom, si deteriorò drasticamente, molto probabilmente poiché aveva deciso di rimanere neutrale nella lotta per il potere in corso tra il re e il fratello minore, tenendosi quindi lontano dagli affari secolari. Nel frattempo, Giovanni si era affermato tra i principali sostenitori di Emerico. Alcuni studiosi hanno immaginato che Giobbe fosse insorto apertamente contro il monarca e si fosse avvicinato alla corte del duca Andrea, poiché Emerico si riferì a Giobbe come suo «nemico» nella sua lettera a papa Innocenzo intorno al 1202, quando offrì direttamente a Roma i prepositi e le abbazie reali sotto la supervisione di Esztergom. In queste condizioni, la rivalità tra Esztergom e Kalocsa divenne parte di una più ampia lotta per il potere secolare in Ungheria. Un episodio di questo conflitto si verificò quando la benedizione episcopale di Giobbe in una chiesa reale, che si trovava nel territorio dell'arcidiocesi di Esztergom, fu interrotta da Giovanni, che entrò nella cattedrale con il suo seguito e benedisse di persona il popolo. Indossando in maniera indebita il pallio e la croce arcivescovile durante le messe, Giovanni giunse ad affidare ai suoi due vescovi suffraganei il compito di consacrare le chiese appartenenti a Esztergom. Con il pretesto del bogomilismo dilagante lungo il confine meridionale, quando si recò di persona a Palestrina Giobbe chiese al pontefice Innocenzo di investirlo di un mandato di legato apostolico valido nell'intero regno (cioè anche nell'arcidiocesi di Kalocsa). Il destinatario rifiutò la proposta, ma emise tre bolle pontificie nel 5 maggio 1203 le quali confermavano i privilegi dell'arcidiocesi di Esztergom, tra cui il diritto di incoronare i sovrani, di somministrare i sacramenti al monarca e alla famiglia reale, di sovrintendere sui prepositi e sulle chiese reali, di vantare la giurisdizione ecclesiastica sui funzionari reali e la riscossione e ridistribuzione delle decime dal tesoro reale. Infine, Innocenzo nominò un collegio (con la partecipazione di Boleslao, vescovo di Vác, per esempio) per gettare luce sul «deprecabile comportamento» assunto da Giovanni durante il conflitto, ma il risultato dell'indagine è avvolto nel mistero.
Emerico, che intendeva andare in pellegrinaggio in Terra Santa, non desiderava lasciare la sua patria nell'incertezza e voleva assicurare la successione del figlio di quattro anni, Ladislao. Affinché ciò avvenisse, occorreva rispettare una conclamata prassi vigente in Ungheria, ossia il diritto riservato esclusivamente agli arcivescovi di Esztergom di presiedere la cerimonia di incoronazione del nuovo sovrano. Per questa ragione, il 24 aprile 1204 Ugrino fu nominato arcivescovo di Esztergom da papa Innocenzo, ma questi perì e l'incoronazione fu celebrata da Giovanni di Caloccia il 26 agosto 1204. Il re morente liberò il fratello e lo nominò reggente finché Ladislao non avrebbe raggiunto la maggiore età. Il 30 novembre 1204, re Emerico si spense e Ladislao III gli succedette. Papa Innocenzo spedì una missiva al duca Andrea, avvertendolo di rispettare gli interessi del re infante. Nell'aprile del 1205, il papa destinò una lettera a Giovanni, divenuto de facto il principale rappresentante della Chiesa in Ungheria, e ad altri prelati per sostenere Ladislao e sua madre la regina Costanza d'Aragona. Giovanni fu altresì incaricato di procedere alla scomunica dei nemici del piccolo Ladislao. Considerando la posizione insicura del figlio, Costanza fuggì in Austria, portando con sé Ladislao. Il giovane re morì improvvisamente lì il 7 maggio 1205 e in seguito Giovanni incoronò re Andrea a Székesfehérvár il 29 maggio 1205.

### Arcivescovo di Esztergom

#### Un'elezione controversa
Dopo la morte di Ugrino Csák, il capitolo della cattedrale di Esztergom richiese (postulatio) a Innocenzo di nominare Giovanni come loro nuovo arcivescovo nell'estate del 1204, una scelta questa caldeggiata dallo stesso Emerico, in fin di vita. In conformità con il diritto canonico (jus canonicum), la procedura dei canonici era necessaria poiché Giovanni era già stato consacrato vescovo. In questo caso, il papa aveva il diritto di trasferire il prelato da una diocesi a un'altra. La disputa sulla carica di arcivescovo di Esztergom finì per diventare un precedente di scuola nella storia giuridica della Chiesa, poiché il caso e la decretale papale emessa subito dopo ("Bone Memorie") figurano tra le glosse riferite dal Tractatus del canonista inglese Lorenzo Somercotes.
Il capitolo della cattedrale rifiutò di invitare i vescovi delle diocesi suffraganee dell'arcivescovado di Esztergom a partecipare al processo elettorale, facendo leva sul diritto canonico. A opinione del capitolo, i vescovi furono invitati dal prevosto a garantire un'approvazione uniforme, sia pur rifiutandosi di acconsentire alla stesura di una lettera di approvazione destinata a papa Innocenzo. Alla fine, i chierici non riconobbero il diritto di voto dei vescovi, ma soltanto quello di supervisionare la legittimità della procedura da un punto di vista formale. Per tutta risposta, quattro vescovi suffraganei – Kalán di Pécs, Boleslao di Vác, Kalanda di Veszprém e Giovanni di Nitra – scrissero una lettera al papa in cui sostenevano che gli arcivescovi venivano eletti congiuntamente dal capitolo e dai vescovi in conformità con lo spirito del diritto consuetudinario sussistente all'epoca di re Stefano I (l'arcidiocesi di Strigonio aveva sei diocesi suffraganee durante quel periodo; Katapán, vescovo di Eger si tenne lontano dal conflitto, mentre la diocesi di Győr era nello stato di sede vacante dall'inizio del 1204). I quattro vescovi, oltre a sottolineare che non fosse originario della provincia ecclesiastica di Esztergom, ricordarono anche l'attività di Giovanni come arcivescovo di Kalocsa, quando aveva ripetutamente eroso i privilegi e i diritti acquisiti di Esztergom, causando disordini e destabilizzazione. Essi sostenevano che Giovanni fosse inadeguato per proteggere queste prerogative e avevano paura di possibili vendette per precedenti torti. Nello stesso periodo, i canonici inviarono la propria delegazione a Roma per richiedere la conferma della nomina di Giovanni (poiché il diritto canonico proibiva la traslazione dei vescovi). La delegazione era composta dal prevosto di Presburgo, dal tesoriere di Esztergom e da due emissari reali, l'abate di Bakonybél e il magister Pietro (probabilmente identico all'anonimo cronista di re Béla), per rafforzare la posizione di Giovanni e sottolineare il rapporto amichevole tra lui ed Emerico.

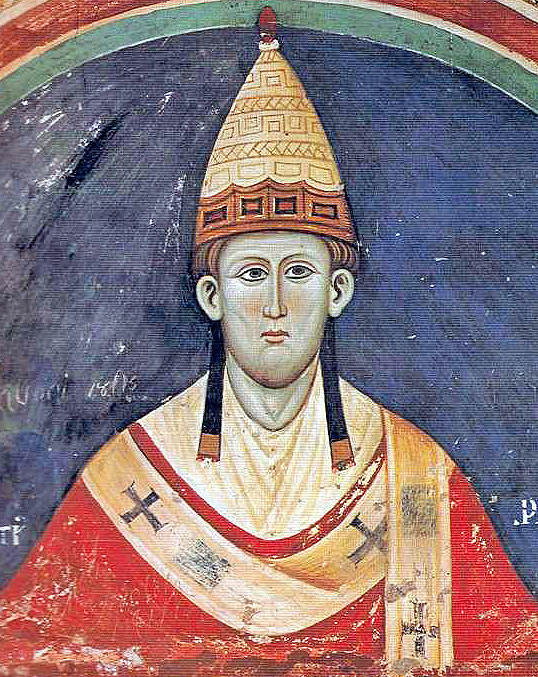
Affresco che ritrae papa Innocenzo III

La situazione politica mutò quando Emerico morì il 30 novembre 1204. Il duca Andrea, il quale amministrava il regno in qualità di reggente del nipote, ebbe un rapporto teso con Innocenzo, oppostosi sempre alle sue ribellioni contro il fratello. Andrea inviò immediatamente una lettera con toni scortesi al pontefice per informarlo degli sviluppi e per promettere che avrebbe continuato le misure avviate da Emerico, tra cui la sostegno alla candidatura di Giovanni, giungendo persino a esortare il santo padre a trasferire Giovanni «senza indugio». A quel tempo, il 22 novembre 1204, papa Innocenzo III ordinò a entrambe le parti di inviare i rispettivi rappresentanti a Roma entro la scadenza del 7 febbraio 1205. Il papa si irritò quando Giovanni celebrò l'incoronazione di Ladislao III, violando i privilegi di Esztergom (rafforzando anche le argomentazioni dei rappresentanti dei canonici). Innocenzo rimandò la decisione al febbraio 1205 e incoraggiò le parti a concludere un compromesso, così il papa rifiutò di confermare la nomina di Giovanni per il momento.
Dopo aver appreso della decisione del papa, alcuni membri del capitolo della cattedrale di Esztergom si riunirono e ritirarono il sostegno a Giovanni, che perse anche il suo più potente promotore, il re Emerico. Intorno al dicembre 1204 o al gennaio 1205, elessero Kalán Bár-Kalán per la carica di arcivescovo di Strigonio. La sua candidatura fu sostenuta pure dal duca Andrea, ma la maggioranza dei canonici e dei vescovi suffraganei (tranne Giovanni di Nitra) non riconobbe la legittimità dell'elezione. Andrea inviò una missiva intorno al febbraio 1205 a Innocenzo per richiedere la conferma di Kalán, che era considerato il fedele sostenitore di Andrea durante le sue lotte contro il defunto Emerico. In passato Kalán si era reso protagonista di numerosi scandali; fu per esempio accusato di aver intrecciato una relazione incestuosa con la nipote, ma l'indagine condotta dai suoi sei colleghi vescovi lo scagionò. Tuttavia, Innocenzo si rifiutò di confermare l'elezione di Kalán, adducendo quale pretesto delle violazioni formali nel processo elettorale. Nella sua lettera al capitolo (22 giugno 1205), Innocenzo ordinò ai canonici di eleggere o nominare all'unanimità il loro arcivescovo nel giro di un mese e di ottenere anche il sostegno dei vescovi suffraganei, «se necessario», in Ungheria. Se non vi fossero riusciti, il papa stesso avrebbe nominato un arcivescovo alla testa di una provincia, come riportato nella lettera. Nel giugno del 1205 (prima di ricevere l'ordine papale), il capitolo convocò e confermò Giovanni arcivescovo, in ossequio alle istruzioni del 22 novembre 1204. Tre vescovi suffraganei, Boleslao, Kalanda e Pietro, vescovo eletto di Giavarino si dichiararono disposti a sostenere Giovanni senza riserve, mentre Giovanni di Nitra fu costretto a dialogare con Innocenzo, in cui affermava che avrebbe ritirato il suo sostegno a Kalán se il papa non avesse accettato la nomina del suo protetto. Tra i prelati, il solo Kalán contestò l'esito delle elezioni, mentre persino Andrea (divenuto allora re) acconsentì a quella decisione. In seguito, il capitolo inviò la sua delegazione di cinque membri alla curia romana, testimoniando pure il placet del monarca. Tuttavia, i sostenitori di Kalán nominarono di nuovo il loro favorito, escludendo i rivali dalla controversa procedura. Fecero riferimento alla seconda lettera di Innocenzo (nel frattempo giunta al regno), che prevedeva la necessità di indire nuove elezioni. I fedelissimi di Giovanni finirono però per divenire incandidabili quando una loro ipotetica nomina venne rigettata.
Innocenzo III ascoltò i rappresentanti di entrambe le fazioni ed emise un decreto papale il 6 ottobre 1205, chiamato Bone Memorie, in cui decise il diverbio sull'arcivescovado di Esztergom a favore di Giovanni, confermandone l'elezione. Il papa sostenne che non vi fosse «nessun candidato senza ombra di dubbio idoneo», ma che Giovanni meritava di prevalere nella contesa perché le argomentazioni addotte a suo sostegno venivano ritenute maggiormente convincenti. Il papa rimarcò altresì il fatto che non intendeva nominare un prelato straniero. Così, a Giovanni fu permesso di portare il suo pallio da Kalocsa a Esztergom e, il 14 ottobre, Innocenzo rassicurò il capitolo di Caloccia dicendo che avrebbe garantito l'intoccabilità delle cariche e dei diritti dell'arcidiocesi. L'anno seguente, a Giovanni succedette come arcivescovo di Kalocsa Bertoldo, fratello della regina Gertrude. Il caso dell'elezione di Giovanni confluì nelle collezioni decretali del XIII secolo, in particolare nella Compilatio tertia (comprensivo dei documenti relativi ai primi dodici anni del pontificato di Innocenzo III) e nel Liber Extra. La volta successiva in cui si verificò un procedimento simile fu nel 1396, quando il prelato inglese Tommaso Arundel venne traslato da York a Canterbury.

#### Conflitti di giurisdizione
Ironicamente, Giovanni si dimostrò un difensore zelante dei privilegi ecclesiastici di Esztergom dopo la sua elezione, specie quando si confrontò con l'influente Bertoldo in numerose occasioni. Il fratello della regina fu tacitamente sostenuto dal cognato re Andrea II nei suoi sforzi. Su richiesta di Giovanni, papa Innocenzo confermò il diritto della sua dignità all'incoronazione del monarca ungherese nel 1209. Tuttavia, Bertoldo approfittò dei rapporti familiari e dell'influenza di cui godeva presso la corte reale al fine di mettere sotto pressione Giovanni. In siffatta situazione, quest'ultimo optò per la via negoziale e si disse propenso a raggiungere un accordo nel 1211: i due arcivescovi incaricarono quindi Roberto, vescovo di Veszprém e Pietro, vescovo di Győr, di preparare una bozza di convenzione e di sottoporla alla curia romana. Nella proposta si confermava che il diritto di incoronazione dovesse ricadere di diritto in capo all'arcivescovo di Esztergom, a eccezione dei casi di rifiuto esplicito, impedimento, gravi motivi di salute o sede vacante; in quelle circostanze, la procedura sarebbe stata eseguita dall'omologo di Kalocsa. Inoltre, il documento prevedeva che le cosiddette "seconde incoronazioni" (durante gli eventi festivi) dovevano essere celebrate in maniera congiunta e la riscossione delle decime finiva assegnata a Esztergom, benché Giovanni dovette rinunciare a ogni sua prerogativa (ossia la sovrintendenza sulle chiese reali, abbazie e prevosture, giurisdizione ecclesiastica sui funzionari reali) nella provincia ecclesiastica di Kalocsa. La stesura di questo documento fu incoraggiata e seguita con attenzione anche dallo stesso Andrea II.
I canonici di Esztergom protestarono però vibratamente contro l'accordo, comunicando la propria decisione a Roma affinché il pontefice si rifiutasse di confermare la validità dell'intesa. Il 12 febbraio 1212, Innocenzo emise una bolla dedicata ad Andrea, Giovanni e al capitolo in cui si rifiutava di controfirmare il documento, riferendosi alle «conseguenze dannose» che ne sarebbero seguite in Ungheria. Il papa respinse pure l'intenzione di Andrea di creare una diocesi suffraganea a Szeben (la moderna Sibiu, in Romania) sotto la supervisione di Bertoldo al posto dell'omonima prepositura, amministrativamente affiliata all'arcidiocesi di Esztergom. Questo proposito fu fortemente osteggiato da Giovanni e Guglielmo, vescovo di Transilvania. Fallita ogni prospettiva di trattativa, negli anni successivi Giovanni ebbe diversi conflitti di giurisdizione con Bertoldo (ad esempio, nel 1215, secondo una lettera di papa Innocenzo), terminati soltanto quando quest'ultimo lasciò l'Ungheria nel 1218 una volta nominato patriarca di Aquileia. Nel 1219, papa Onorio III rimproverò Giovanni accusandolo di stare esercitando indebitamente la giurisdizione sulle chiese reali nell'arcidiocesi di Kalocsa in violazione delle prerogative del neoeletto Ugrino Csák di Caloccia. Onorio sottolineò nel suo rescritto che «un arcivescovo non può avere potere su un suo pari [arcivescovo]».
I rapporti di Giovanni non furono idilliaci nemmeno con Roberto di Veszprém fin dagli anni seguenti al 1210. Roberto era stato il principale curatore e promotore della bozza finalizzata a ridurre i privilegi di Esztergom, nonostante Giovanni fosse il suo arcivescovo metropolita. I dissapori verterono in materia di sovrintendenza sulla prevostura di Óbuda e sulla giurisdizione sul personale clericale della corte reale (perlopiù attivo a Óbuda), oltre al diritto di incoronazione delle regine consorti. Il dibattito si intensificò durante il matrimonio di Andrea II con la sua seconda sposa Iolanda di Courtenay nel febbraio 1215. Le loro nozze furono celebrate a Székesfehérvár e Giovanni incoronò Iolanda regina consorte. In risposta, Roberto inviò una lamentela a papa Innocenzo III, perché l'incoronazione delle regine consorti in Ungheria corrispondeva tradizionalmente a un privilegio riservato alla sua sede, secondo la sua narrazione. Dopo la visita personale di Roberto a Roma, il papa mandò due legati, i cardinali Pelagio Galvani e Stefano di Ceccano in Ungheria per indagare sulla denuncia e confermò il privilegio della sede di Veszprém nell'aprile del 1216, decisione questa confermata anche da Onorio nel 1220. Nel 1221 Giovanni entrò in lizza con Desiderio, suo successore nella carica di vescovo di Csanád, sulla riscossione delle decime dopo la monetazione nella diocesi. Onorio si pronunciò a favore di Giovanni.

#### Affari secolari
Il rapporto di Giovanni con Andrea II e i suoi cortigiani fu ambiguo e ondivago a causa della sua precedente vicinanza a Emerico e del confronto con Bertoldo di Merania. Dopo la sua ascesa al trono, Andrea introdusse una nuova politica per le concessioni reali, dette da lui "nuove istituzioni" in una delle sue carte. Il sovrano distribuì ampie porzioni dei domini della corona (ossia castelli reali e ogni feudo a esso annesso) come concessioni ereditarie ai suoi sostenitori, dichiarando che «la misura migliore di una concessione reale è la sua incommensurabilità». Oltre ai nobili ungheresi, le sue "nuove istituzioni" alterarono i rapporti tra la corte reale e la prelatura, la cui influenza secolare diminuì a causa della crescente enorme ricchezza la sfera del potere laico. Inoltre, l'impiego di ebrei e musulmani (Böszörmény) per amministrare le entrate reali portò Andrea in conflitto con la Santa Sede e i prelati magiari. Giovanni «disapprovava profondamente» la politica di Andrea, stando a quanto riferisce un documento della corona, ma nonostante ciò, alla sua arcidiocesi fu concesso il villaggio di Gerla (Gerlachov, in Slovacchia) nel 1206, che prima apparteneva al castello di Bars. Tuttavia, più o meno nello stesso periodo, Andrea confiscò l'insediamento di Tardos, nel comitato di Strigonio, dal capitolo a causa del comportamento di Giovanni. Il controverso rapporto tra la corte reale e l'arcidiocesi è ben rappresentato da quella donazione reale, quando Andrea donò annualmente 100 denari d'argento al capitolo per commemorare la sua incoronazione dal 1206. Come altro esempio, il re concesse gli introiti derivanti dai dazi fluviali di Kakat (l'attuale Štúrovo, in Slovacchia) all'arcidiocesi nel 1215.

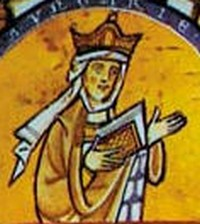
Rappresentazione contemporanea della regina Gertrude di Merania

La regina Gertrude di Merania acquisì una notevole influenza nella corte reale, con il risultato che Andrea concesse ampi domini al fratello della nobildonna, il vescovo Egberto, nella regione dello Spiš, mentre Bertoldo fu nominato bano di Croazia e Dalmazia nel 1209. La generosità di Andrea nei confronti del seguito tedesco della moglie scontentò i nobili locali. Quando il re partì per una nuova campagna contro la Galizia nell'estate del 1213, approfittando della sua assenza, gli aristocratici magiari risentiti dal favoritismo della regina verso i suoi conterranei catturarono ed eseguirono l'assassinio di Gertrude di Merania sui monti Pilis il 28 settembre. Un eventuale coinvolgimento di Giovanni nel misfatto non è mai stato svelato, benché esso venga riferito dalla Rhetorica novissima dello studioso Boncompagno da Signa, dalla Chronica di Alberico delle Tre Fontane e dalla Chronica Majora di Matteo Paris. Queste opere ricordano all'unanimità un famoso passaggio di Giovanni in una sua lettera destinata ai nobili ungheresi che pianificavano l'assassinio di Gertrude: «Reginam occidere nolite timere bonum est si omnes consentiunt ego non contradico». La frase può essere approssimativamente tradotta in «uccidete la regina non temete sarà una buona cosa se tutti saranno d'accordo io non mi oppongo». Il significato dipende molto dalla punteggiatura, purtroppo non indicata: o il mittente desiderava che la regina venisse trucidata («Uccidete la regina, non dovete temere, sarà una buona cosa se tutti saranno d'accordo, io non mi oppongo») o meno («Uccidete la regina, non dovete temere, sarà una buona cosa, se tutti saranno d'accordo, io non mi oppongo»). Lo storico László Veszprémy ha ritenuto che l'aneddoto finisce attestato per la prima volta negli Annales iuvavenses (o "Annali di Salisburgo"), dopo essersi diffuso sotto forma di diceria tra il basso clero. Dal canto suo, Tamás Körmendi ha affermato che la lettera ambigua sia stata interpolata in un momento successivo. È possibile che Boncompagno avesse appreso la storia in ambienti romani e l'avesse incorporata nella sua dissertazione di retorica e nel suo libro di testo (pubblicato nel 1235, la prima fonte scritta della presunta lettera di Giovanni). Sia Boncompagno che Alberico riferiscono che Andrea accusò Giovanni di aver partecipato all'intrigo dinnanzi alla Santa Sede. Tuttavia, papa Innocenzo, sottolineando il corretto uso delle virgole, assolse l'arcivescovo dalle accuse. Questi riferimenti sottolineano l'ambiguità involontaria della lettera e, quindi, l'approvazione dell'omicidio da parte di Giovanni. Körmendi ha sottolineato i dubbi storiografici riguardanti l'autenticità della lettera, poiché Giovanni mantenne una propria influenza negli anni successivi all'assassinio. Appare poi improbabile che il proverbio di Giovanni fosse stato rivelato dopo il suo attivo ruolo politico, poiché l'altro protagonista dell'aneddoto, Innocenzo III, morì il 16 luglio 1216. Inoltre, Körmendi ha sostenuto che la conservazione della lettera sarebbe stata una mossa immotivata, inoltre la maggioranza della nobiltà ungherese era analfabeta in quel periodo. Già lo storico del XIX secolo László Nogáll ha dubitato dell'autenticità della aneddoto.

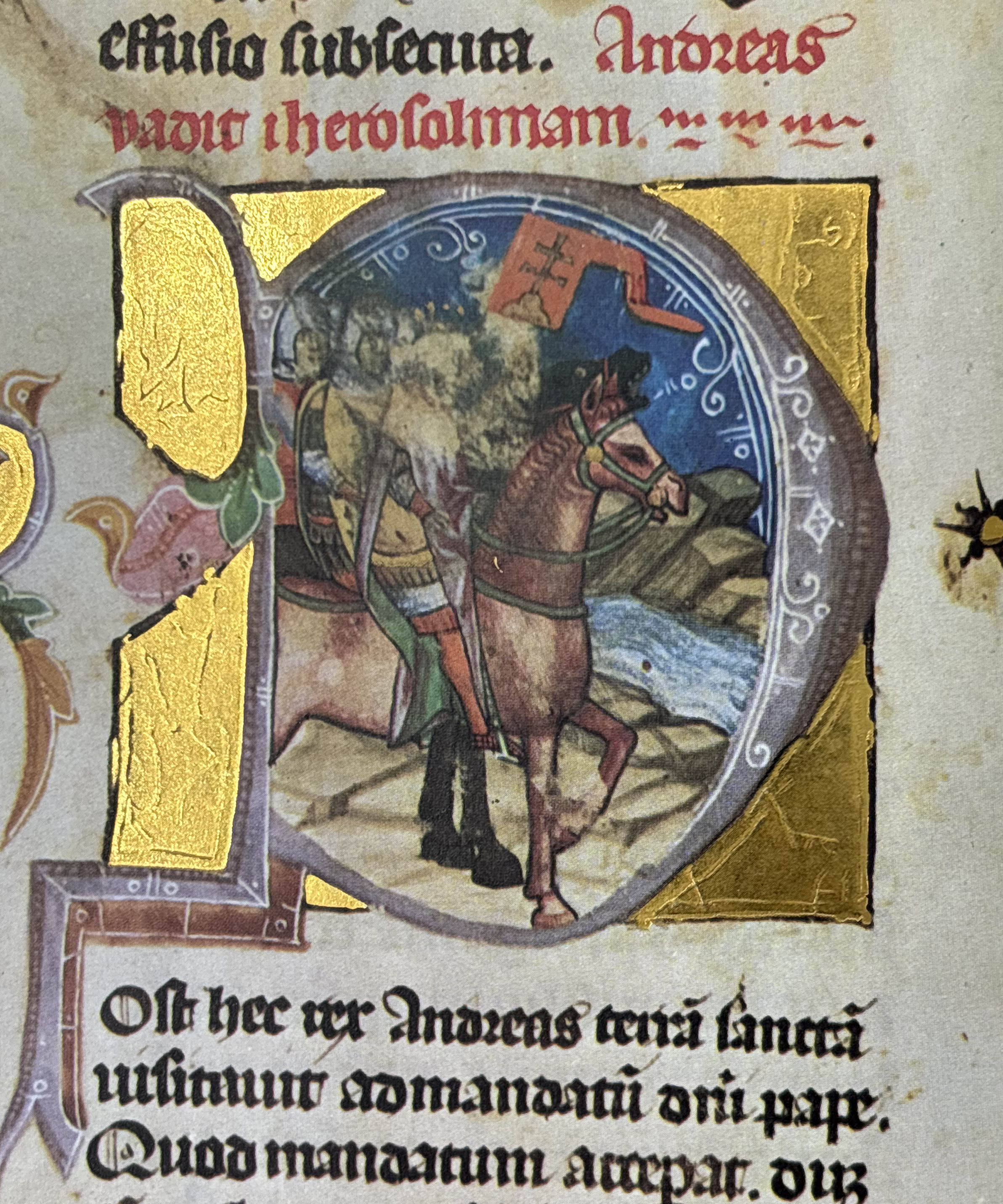
Andrea alla testa dell'esercito in partenza per la quinta crociata. Miniatura tratta dalla Chronica Picta

Andrea aveva spedito una missiva nel 1214 a papa Innocenzo chiedendogli di autorizzare Giovanni all'unzione del figlio minore Colomanno come re di Galizia. Quest'ultimo fu incoronato da Giovanni con il placet del papa, forse all'inizio del 1216. Papa Onorio menzionò in una lettera del 1222 che Giovanni aveva incoronato Colomanno «con la benedizione della Santa Sede», ma le modalità con cui ebbe luogo la cerimonia restano ignote. Nello stesso periodo, Andrea II domandò a Innocenzo di esentare Giovanni dall'obbligo di partecipare al Quarto Concilio Lateranense poiché intendeva adempiere al voto di suo padre Béla III di guidare una crociata e desiderava lasciare la sua famiglia e il regno alle cure dell'arcivescovo Giovanni. Innocenzo verosimilmente rifiutò, poiché Giovanni prese parte al concilio ecumenico nel 1215, insieme a Bertoldo, sei vescovi ungheresi e tre dalmati. Quando papa Onorio III domandò nuovamente Andrea a onorare il voto di suo padre di comandare una crociata nel luglio 1216, il re, che aveva rimandato la spedizione per almeno tre volte (nel 1201, 1209 e 1213), infine acconsentì. Partendo dall'Ungheria nel luglio 1217, Andrea II nominò Giovanni reggente per governare il regno durante la quinta crociata. La terra di Tardos fu restituita all'arcidiocesi di Esztergom in quest'occasione. Ad ogni modo, sia Giovanni che il palatino Giulio Kán si dimostrarono incapaci di impedire la diffusione di condizioni anarchiche. Quando tornò in Ungheria verso la fine del 1218, Andrea si lamentò con papa Onorio che il suo regno versava «in uno stato miserabile e distrutto, privato di tutte le sue entrate». Un gruppo di nobili aveva addirittura espulso l'arcivescovo Giovanni dall'Ungheria. Stando alla lettera di Andrea, Giovanni obbediva alla moralità piuttosto che alle richieste e all'«empietà» dei signori ribelli, perciò fu imprigionato ed esiliato «in mezzo a grande ingiustizia e vergogna», mentre la sua ricchezza fu confiscata da «questi tiranni». Giovanni trascorse vari mesi di esilio fino al ritorno di Andrea, il quale rimarcò la fedeltà incrollabile e il coraggio del religioso e dei suoi canonici. A titolo di compensazione, Andrea donò i vigneti di Pohranice e altri feudi (ad esempio, Gamás, Kapoly e Lulla) nel comitato di Somogy a Giovanni nel 1218. Al capitolo di Esztergom fu concesso l'insediamento di Vințu de Jos e i suoi udvornici (gli uomini liberi del ceto medio del regno ungherese) l'anno successivo. 

#### Ultimi anni
Giovanni consacrò Bartolomeo il Grosso, arrivato in Ungheria con la regina Iolanda, come vescovo di Pécs nel 1219. I canonici del capitolo della cattedrale di Pécs tentarono di impedire l'insediamento di Bartolomeo affermando che fosse troppo giovane per questa posizione. Papa Onorio punì Giovanni con sanzioni a causa del suo coinvolgimento nella nomina, proibendo il libero utilizzo delle entrate dell'arcidiocesi e il suo diritto di consacrazione nella diocesi di Pécs. Di conseguenza, Giovanni dovette chiedere il permesso di coprire le spese necessarie ai due fiduciari nominati dal pontefice, i vescovi Tommaso di Agria e un suo vecchio antagonista, Roberto di Veszprém. Tuttavia un'inchiesta ufficiale disposta dalla Santa Sede accertò che il nuovo vescovo aveva già compiuto trent'anni, l'età richiesta dal diritto canonico. In seguito Giovanni fu assolto dalle accuse e riacquistò il diritto alla supervisione finanziaria. Nello stesso anno, anche la consacrazione di Cosma quale vescovo di Győr si rivelò problematica, poiché Onorio annullò il diritto di Giovanni di nominare un successore per la diocesi di quella città.
È possibile che Giovanni fosse presente in Inghilterra il 7 luglio 1220, quando i resti di Tommaso Becket furono spostati dalla sua prima tomba a un santuario, nella cappella della Trinità recentemente completata. All'evento parteciparono il re Enrico III, il legato pontificio Pandolfo Verraccio, l'arcivescovo di Canterbury Stefano Langton e un gran numero di dignitari e nobili secolari ed ecclesiastici provenienti da tutta Europa. Insieme a Langton e a Guglielmo di Joinville, arcivescovo di Reims, un arcivescovo ungherese non identificato tra gli ospiti è menzionato da Gualtiero di Coventry nel suo Memoriale, quando descrive gli eventi. Tale arcivescovo potrebbe corrispondere a Giovanni, nella cui sede a Strigonio vi era una prepositura eretta in onore di Tommaso Becket. Essendo Giovanni in età avanzata, lo storico Gábor Thoroczkay ha ritenuto che la narrazione di Gualtiero si riferisca a Ugrino Csák di Kalocsa, un uomo assai più giovane di Giovanni. Oltre a Giovanni o Ugrino, anche Desiderio di Csanád partecipò alla celebrazione, finendo peraltro derubato da alcuni abitanti di Pavia sulla via del ritorno.
Giovanni cominciò gradualmente a eclissarsi dalla vita pubblica poco dopo il 1220, mentre Ugrino Csák, anch'egli vecchio cancelliere, acquisì influenza presso la corte reale. Durante il movimento di resistenza che portò all'emissione della Bolla d'oro del 1222 da parte di Andrea II, Giovanni rimase passivo, anche quando papa Onorio esortò i prelati ungheresi ad applicare censure ecclesiastiche contro coloro che avevano affermato di non dover mostrare fedeltà ad Andrea, ma a Béla, primogenito ed erede del re. Giovanni morì nel novembre 1223.